# Odin Wolff
Odin Wolff (23. april 1760 – 16. august 1830) var en dansk litterat.
Wolff blev født i København og var søn af General-Lottoadministrator Odin Henrik Wolff (død 1803) og Martha Christine født Hoppensach. 1778 blev han privat dimitteret til Københavns Universitet og blev filologisk kandidat i 1783. Han underviste i flere af hovedstadens skoler i sprog og var en dygtig lærer, men et hidsigt hoved. Til brug ved undervisningen udgav han efterhånden en engelsk, en tysk (1790, 4. oplag 1818), en fransk og en latinsk læsebog samt en fransk-dansk og dansk-fransk ordbog. 1792 blev han dekan på Kommunitetet og indsendte 1794 en disputats af naturvidenskabeligt indhold til det filosofiske fakultet; men afhandlingen var ledsaget af anmærkninger om daværende ansatte professorers arbejder, som fakultetet fandt fornærmelige; de foranledigede en vidtløftig injurieproces. Wolff henvendte sig derefter med sit arbejde til Universitetet i Göttingen og modtog derfra diplom som dr. phil..
Med boghandler Simon Poulsen var han ven og kammerat fra rusåret. I dennes ugeskrift Morgen-Post var han flittig medarbejder, og da Poulsen 1794 fortsatte ugeskriftet med månedsskriftet Journal for Politik, Natur- og Menneskekundskab, var Wolff fra begyndelsen så godt som eneredaktør af dette, men overtog selvstændig udgivelsen fra 1798. Det fortsattes til udgangen af 1829 og danner en række på ikke mindre end 144 bind. Indholdet er broget, dog navnlig af historisk og naturbeskrivende art; desuden findes i det adskillige oversættelser af oldtidens klassikere; flere afhandlinger af ham, der oprindelig var optagede i tidsskriftet, blev senere udgivet, til dels i udvidet og noget omarbejdet form, som særskilte skrifter, således en biografi af Griffenfeld i bogen Greve Peder Griffenfelds Levnet. Et Bidrag til Danmarks Historie under Kong Christian den Femte (1820) og af Vitus Bering i bogen Levnetsefterretninger om den berømte Søemand og udødelige Landopdager Commandeur Vitus Jonassen Bering (1822). Hans største arbejde var en Historisk Ordbog i 11 bind, hvis udgivelse stod på i 13 år (1807-19), og som for sin tid var et ret dygtigt værk, der blev flittig benyttet i større kredse. Det var en bearbejdelse af det franske værk Nouveau dictionnaire historique af Louis Mayeul Chaudon og Antoine-François Delandine, men med originale artikler for de nordiske personers vedkommende.
Derudover var han en flittig oversætter af kendte udenlandske forfatteres værker, bl.a. Louis-Sébastien Merciers Le nouveau Paris (Nyeste malerie af Paris fra Merciers franske original, 1800), Johann Georg Zimmermanns Über die Einsamkeit (Om Eensomheden, 1798) og Jean-Jacques Rousseaus Lettres sur la botanique (Botanik for Fruentimmere i Breve til Fru de L..., 1803).
Wolff fik titel af professor 1811 og var fra 1814 arkivar ved Kommunitetet. Han døde ugift.